# Aigen (Salisburgo)
Aigen (bavarese: Óang) è un quartiere della città austriaca di Salisburgo.

## Posizione
Situato nella zona sudorientale della città, il quartiere di Aigen si estende, con una sequenza di verdi prati e insediamenti raggruppati intorno al complesso del Castello di Aigen, fino al confine con il comune di Elsbethen. Vi scorre anche il fiume Salzach.

## Castello
Il Castello, di origine barocca, oggi di proprietà della famiglia Revertera, è circondato da un suggestivo parco che si sviluppa al suo margine nordorientale fino ai primi contrafforti del Gaisberg.

## Famiglia Trapp
La famiglia Trapp, conosciuta per il film "The Sound of Music", abitò a Aigen. Anche Heinrich Himmler abitò qua.